# Cryptic Studios
Cryptic Studios, Inc. — американський розробник відеоігор зі штаб-квартирою в Лос-Гатос, Каліфорнія. Компанія була заснована в 2000 році і спеціалізується на розробці багатокористувацьких онлайн-ігор на основі ліцензованої ІВ. Студія належала Perfect World Entertainment та перейшла у власність Embracer Group в 2021 році в рамках $125 млн. угоди.

## Історія
Cryptic Studios була заснована в червні 2000 року і спочатку була незалежним розробником багатокористувацьких онлайн-ігор для ПК і консолей. Їх перша гра, City of Heroes, була випущена в квітні 2004 року, отримавши схвальні відгуки від критиків та ряд нагород в індустрії, включно «Найкраще шоу» від E3 та численні нагороди від ігрових видань. У жовтні 2005 року до гри випустили масштабне оновлення City of Villains. В листопаді 2007 року компанія продала права на франшизу корейському видавцю NCSoft.
У лютому 2008 року Cryptic Studios повідомили про розробку супергеройської MMORPG Champions Online, заснованої на настільній рольовій грі Champions. Вона була випущена у вересні 2009 року. У листопаді 2008 року до Cryptic Studios приєднався співзасновник Flagship Studios Білл Ропер, котрий обійняв посаду геймдиректора, а через місяць, у грудні 2008 року, Atari оголосили про придбання компанії за $26,7 млн разом з правами на їх тайтли Champions Online та майбутньої гри розробників, Star Trek Online. Ubisoft також претендували на придбання Cryptic, але програли угоду Atari.
Першою грою студії, під керівництвом Atari, стала MMORPG Star Trek Online випущена в лютому 2010 року.
У травні 2011 року незадовільні фінансові результати випущених проєктів змусили Atari перепродати Cryptic Studios. В процесі пошуку покупця вони продовжували підтримку Star Trek Online і Champions Online, а також фінансували розробку нового тайтлу розробника у всесвіті D&D — Neverwinter. Через кілька тижнів було оголошено, що Cryptic включно з усією їх ІВ придбав китайський видавець Perfect World Entertainment (пізніше Gearbox Publishing San Francisco) за $50,3 млн.
У грудні 2021 року шведська холдингова компанія Embracer Group оголосила про наміри придбання північноамериканської гілки Perfect World Entertainment разом з їх видавничим підрозділом Perfect World Europe через свою дочірню компанію Gearbox Software. Після придбання Perfect World Entertainment було перейменовано у Gearbox Publishing San Francisco. Cryptic продовжила свою діяльність як дочірня компанія The Gearbox Entertainment Company, маючи на той момент понад 100 співробітників.
У листопаді 2023 року стало відомо, що через реструктуризацію Embracer Group у Cryptic Studios пройшла масова хвиля звільнень персоналу з послідуючою передачею студії до іншого оперативного підрозділу холдингу під керівництвом DECA Games.

## Розроблені відеоігри
| Рік  | Назва            | Платформи                                  | Видавець                                                | Примітки                                                 | Дж.    |
| ---- | ---------------- | ------------------------------------------ | ------------------------------------------------------- | -------------------------------------------------------- | ------ |
| 2004 | City of Heroes   | Microsoft Windows, Mac OS                  | NCSoft                                                  |                                                          | [ 5 ]  |
| 2005 | City of Villains | Microsoft Windows, Mac OS                  | NCSoft                                                  |                                                          | [ 5 ]  |
| 2009 | Champions Online | Microsoft Windows                          | Atari                                                   |                                                          | [ 6 ]  |
| 2010 | Star Trek Online | Microsoft Windows, PlayStation 4, Xbox One | Atari/Perfect World Entertainment/Gearbox Publishing SF |                                                          | [ 9 ]  |
| 2013 | Neverwinter      | Microsoft Windows, PlayStation 4, Xbox One | Perfect World Entertainment/Gearbox Publishing SF       |                                                          | [ 20 ] |
| 2021 | Magic: Legends   | Microsoft Windows                          | Perfect World Entertainment                             | Гра була скасована так і не вийшовши з дочасного доступу | [ 21 ] |